# Heroldsgrün
Heroldsgrün ist ein Gemeindeteil der Gemeinde Köditz im Landkreis Hof (Oberfranken, Bayern). Heroldsgrün liegt in der Gemarkung Köditz.

## Geografie
Südlich des Weilers fließt das Lohbächlein, der linke Oberlauf des Gehaigbächleins. Ein Anliegerweg führt unmittelbar nördlich zu einer Gemeindeverbindungsstraße, die nach Köditz zur Bundesstraße 173 (2,9 km östlich) bzw. die Bundesautobahn 72 überbrückend nach Brunn verläuft (1,2 km westlich).

## Geschichte
Von 1797 bis 1810 unterstand Heroldsgrün dem Justiz- und Kammeramt Hof. Infolge des Ersten Gemeindeedikts wurde Heroldsgrün dem 1812 gebildeten Steuerdistrikt Köditz und der zugleich entstandenen Ruralgemeinde Köditz zugewiesen.

### Einwohnerentwicklung
| Jahr      | 001819 | 001861 | 001871 | 001885 | 001900 | 001925 | 001950 | 001961 | 001970 | 001987 |
| Einwohner | 22     | 26     | 18     | 25     | 22     | 11     | 20     | 9      | 10     | 8      |
| Häuser    |        |        |        | 3      | 4      | 2      | 3      | 4      |        | 8      |
| Quelle    | [ 5 ]  | [ 8 ]  | [ 9 ]  | [ 10 ] | [ 11 ] | [ 12 ] | [ 13 ] | [ 14 ] | [ 15 ] | [ 1 ]  |

## Religion
Heroldsgrün ist evangelisch-lutherisch geprägt und bis heute nach St. Leonhard (Köditz) gepfarrt.